# 银川绿地中心
银川绿地中心双子塔位於銀川市阅海湾中央商务区，总建筑面积150万平方米，建筑高度301米 ，2012年8月動工，建成後將成為中國西北最高雙子塔 。銀川綠地中心也是上海绿地控股集團第17幢“绿地中心”超高层城市地标。